# Ekonomiåret 1900

## Bildade företag
- Finska Stenindustri Ab
- Firestone
- Maskinfabriksaktiebolaget Scania
- Stanguellini

## Födda
- 5 oktober – Hilding Agrell, svensk bergsingenjör och företagsledare.
- 3 november – Adolf Dassler, tysk skotillverkare, grundare av Adidas.

## Avlidna
- 6 mars – Gottlieb Daimler, tysk ingenjör, konstruktör och industriman.
- 2 april – Gustaf Åkerhielm, svensk politiker, friherre och godsägare, finansminister 1874–1875, utrikesminister 1889, statsminister 1889–1891.[1]
- 12 maj – Göran Fredrik Göransson, svensk köpman och industriman.

### Fotnoter
1. ↑  ”Sweden”. World Statesmen. http://www.worldstatesmen.org/Sweden.html. Läst 27 februari 2015.